# Gene Autry
Orvon Grover "Gene" Autry, född 29 september 1907 på en ranch nära Tioga i Texas, död 2 oktober 1998 i Los Angeles i Kalifornien, var en amerikansk sjungande cowboy och skådespelare.
Autry var en av de mest populära vilda västern-stjärnorna i slutet av 1930-talet och början av 1940-talet. Autry skrev och sjöng in mer än 200 sånger och medverkade i 23 filmer, vanligtvis tillsammans med sin häst Champion.
Bland hans filmer märks Under Western Stars (1938) och Carolina Moon (1940).
Autry är ensam om att ha fem stjärnor på Hollywood Walk of Fame.
Autry var första ägare av basebollklubben Los Angeles Angels.

## Diskografi (urval)
- Singlar
  - 1931 – "A Face I See at Evening"
  - 1933 – "The Last Round-Up"
  - 1934 – "Cowboy's Heaven"
  - 1935 – "That Silver-Haired Daddy of Mine" (med Jimmy Long)
  - 1935 – "Tumbling Tumbleweeds"
  - 1935 – "Mexicali Rose"
  - 1935 – "Take Me Back to My Boots and Saddle"
  - 1937 – "Gold Mine in the Sky"
  - 1939 – "South of the Border"
  - 1939 – "Back in the Saddle Again"
  - 1941 – "Blueberry Hill"
  - 1941 – "You Are My Sunshine"
  - 1945 – "Don't Fence Me In"
  - 1945 – "At Mail Call Today"
  - 1946 – "Have I Told You Lately that I Love You?"
  - 1946 – "Someday (You'll Want Me to Want You)"
  - 1947 – "You're Not My Darlin' Anymore"
  - 1948 – "Here Comes Santa Claus (Down Santa Claus Lane)"
  - 1948 – "Buttons and Bows"
  - 1949 – "Ghost Riders in the Sky"
  - 1949 – "Rudolph The Red-Nosed Reindeer with Johnny Marks" (med The Pinafores)
  - 1950 – "Peter Cottontail"
  - 1950 – "Frosty the Snowman" (med The Cass County Boys)
  - 1952 – "Up on the Housetop"
  - 1957 – "Nobody's Darlin' but Mine"

- Album
  - 1976 – South of the Border
  - 1976 – Cowboy Hall of Fame

## Filmografi (urval)

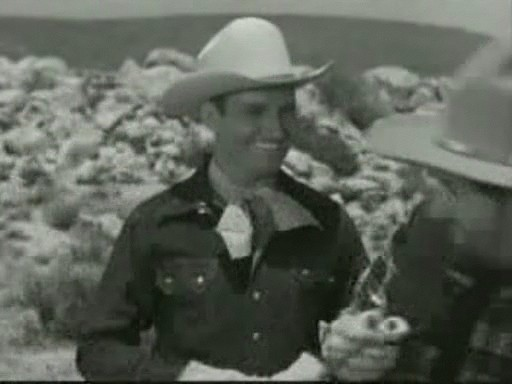
Autry i The Black Rider, ett avsnitt av The Gene Autry Show som gick på amerikansk TV från 1950 till 1955.

Från 1934 till 1953 spelade Gene Autry i 93 filmer. Från 1950 till 1955 deltog han i 91 avsnitt av TV-programmet The Gene Autry Show.
- 1935 – Melody Trail
- 1936 – Comin' Round the Mountain
- 1936 – Guns and Guitars
- 1936 – Oh, Susanna!
- 1936 – Ride Ranger Ride
- 1937 – Public Cowboy No. 1
- 1937 – Boots and Saddles
- 1937 – Rootin' Tootin' Rythm
- 1938 – Rythm of the Saddle
- 1940 – Carolina Moon
- 1941 – Under Fiesta Stars
- 1950 – Beyond the Purple Hills